# Castro, Bergamo
Castro là một đô thị ở tỉnh Bergamo trong vùng Lombardia của nước Ý, có vị trí cách khoảng 80 km về phía đông bắc của Milano và khoảng 35 km về phía đông bắc của Bergamo on the western side of the lake Iseo. Tại thời điểm ngày 31 tháng 12 năm 2004, đô thị này có dân số 1.449 người và diện tích là 3,5 km².
Castro giáp các đô thị: Lovere, Pianico, Pisogne, Solto Collina.